# Little Wind River (Wyoming)
Der Little Wind River ist ein 95 km langer, rechter Nebenfluss des Wind River im US-Bundesstaat Wyoming.

## Verlauf
Der Little Wind River entsteht bei Fort Washakie durch den Zusammenfluss seiner beiden Quellflüsse North Fork Little Wind River und South Fork Little Wind River auf einer Höhe von 1689 m. Die beiden Quellflüsse entspringen in der südlichen Wind River Range. Der Little Wind River unterquert den U.S. Highway 287 und fließt mit zahlreichen Flussschlingen in überwiegend östlicher Richtung durch das Wind River Basin, einem semi-ariden Hochtal östlich der Rocky Mountains. Der Fluss erhält Sage Creek und Trout Creek, unterquert die Highways WYO132, WYO137 und WYO138 und erhält bei Arapahoe Zufluss vom Popo Agie River. Südlich von Riverton mündet der Little Wind River nach etwa 95 km auf einer Höhe von 1494 m in den hier nach Nordosten fließenden Wind River. Ein Großteil des Einzugsgebiets sowie der gesamte Flussverlauf liegen innerhalb der Wind River Indian Reservation.

## Quellflüsse
Der North Fork Little Wind River hat seinen Ursprung in der Wind River Range im Moraine Lake nördlich des Mount Lander auf einer Höhe von etwa 3170 m. Er fließt anfangs im Bergland in nördlicher, später im Wind River Basin in östlicher Richtung und fließt bei Fort Washakie auf einer Höhe von 1689 m mit dem South Fork Little Wind River zum Little Wind River zusammen. Der Fluss hat eine Länge von etwa 50 Kilometern, das Einzugsgebiet umfasst ein Areal von etwa 337 km². Der mittlere Abfluss am Pegel bei Fort Washakie beträgt 3,65 m³/s, die größten Abflüsse finden sich in den Monaten Mai, Juni und Juli.
Der South Fork Little Wind River hat seinen Ursprung in der Wind River Range in den South Fork Lakes nördlich des Lizard Head Peak auf einer Höhe von etwa 3180 m. Er fließt anfangs in überwiegend nordöstlicher Richtung durch die Popo Agie Wilderness des Shoshone National Forest. 17 km oberhalb der Mündung wird der Fluss zum Washakie Reservoir aufgestaut. Er fließt bei Fort Washakie auf einer Höhe von 1689 m mit dem North Fork Little Wind River zum Little Wind River zusammen. Der Fluss hat eine Länge von etwa 50 Kilometern, das Einzugsgebiet umfasst ein Areal von etwa 306 km². Der mittlere Abfluss am Pegel bei Fort Washakie beträgt 3,5 m³/s.  

## Hydrologie
Der Little Wind River ist als Nebenfluss des Wind River Teil des Einzugsgebietes des Bighorn River, der über Yellowstone River, Missouri und Mississippi in den Golf von Mexiko entwässert. Das Einzugsgebiet des Little Wind River umfasst ein Areal von etwa 4930 km² und grenzt an die Einzugsgebiete von Muskrat Creek im Osten, Sweetwater River im Süden, Big Sandy River und New Fork River im Westen sowie Bull Lake Creek im Norden. Der mittlere Abfluss 4 km oberhalb der Mündung beträgt 15,7 m³/s. Im Juni treten in der Regel die höchsten monatlichen Abflüsse auf.